# Фолкнер (Міссісіпі)
Фолкнер (англ. Falkner) — місто (англ. town) в США, в окрузі Тіппа штату Міссісіпі. Населення — 437 осіб (2020).

## Географія
Фолкнер розташований за координатами 34°50′19″ пн. ш. 88°56′35″ зх. д. / 34.83861° пн. ш. 88.94306° зх. д. (34.838566, -88.942935).  За даними Бюро перепису населення США в 2010 році місто мало площу 13,13 км², з яких 13,13 км² — суходіл та 0,00 км² — водойми.

## Демографія
Згідно з переписом 2010 року, у місті мешкало 514 осіб у 203 домогосподарствах у складі 151 родини. Густота населення становила 39 осіб/км².  Було 225 помешкань (17/км²).
Расовий склад населення:
| - 89,7 % — білих - 4,3 % — чорних або афроамериканців - 0,2 % — корінних американців - 4,9 % — осіб інших рас |

До двох чи більше рас належало 1,0 %. Частка іспаномовних становила 7,0 % від усіх жителів.
За віковим діапазоном населення розподілялося таким чином: 23,9 % — особи молодші 18 років, 60,7 % — особи у віці 18—64 років, 15,4 % — особи у віці 65 років та старші. Медіана віку мешканця становила 39,0 року. На 100 осіб жіночої статі у місті припадало 87,6 чоловіків;  на 100 жінок у віці від 18 років та старших — 88,0 чоловіків також старших 18 років.
Середній дохід на одне домашнє господарство  становив 60 986 доларів США (медіана — 40 625), а середній дохід на одну сім'ю — 67 551 долар (медіана — 55 938). Медіана доходів становила 45 329 доларів для чоловіків та 35 000 доларів для жінок. За межею бідності перебувало 12,7 % осіб, у тому числі 10,9 % дітей у віці до 18 років та 13,8 % осіб у віці 65 років та старших.
Цивільне працевлаштоване населення становило 236 осіб. Основні галузі зайнятості: освіта, охорона здоров'я та соціальна допомога — 22,9 %, виробництво — 19,9 %, транспорт — 18,6 %.